# Port Price
Port Price är en ort i Australien. Den ligger i kommunen Yorke Peninsula och delstaten South Australia, omkring 90 kilometer nordväst om delstatshuvudstaden Adelaide. Antalet invånare är 256.
Trakten är glest befolkad. Närmaste större samhälle är Ardrossan, omkring 17 kilometer sydväst om Port Price. Genomsnittlig årsnederbörd är 576 millimeter. Den regnigaste månaden är juni, med i genomsnitt 90 mm nederbörd, och den torraste är december, med 12 mm nederbörd.